# Carreró del Cec (Tortosa)
El carreró del Cec és un carrer de Tortosa (Baix Ebre) inclòs a l'Inventari del Patrimoni Arquitectònic de Catalunya.

## Descripció
La travessia del Cec i el carreró del Cec són perpendiculars i comuniquen amb la plaça del Platger i el carrer de la Font de la Salut. A la travessia donen només parts posteriors d'habitatges, i al carreró del Cec les façanes de vuit construccions. Algunes tenen la façana arrebossada modernament, però totes són d'estructura antiga (segle xix i començament del XX). Destaquen els números 2 i 4 del carreró perquè conserven l'aparença original.

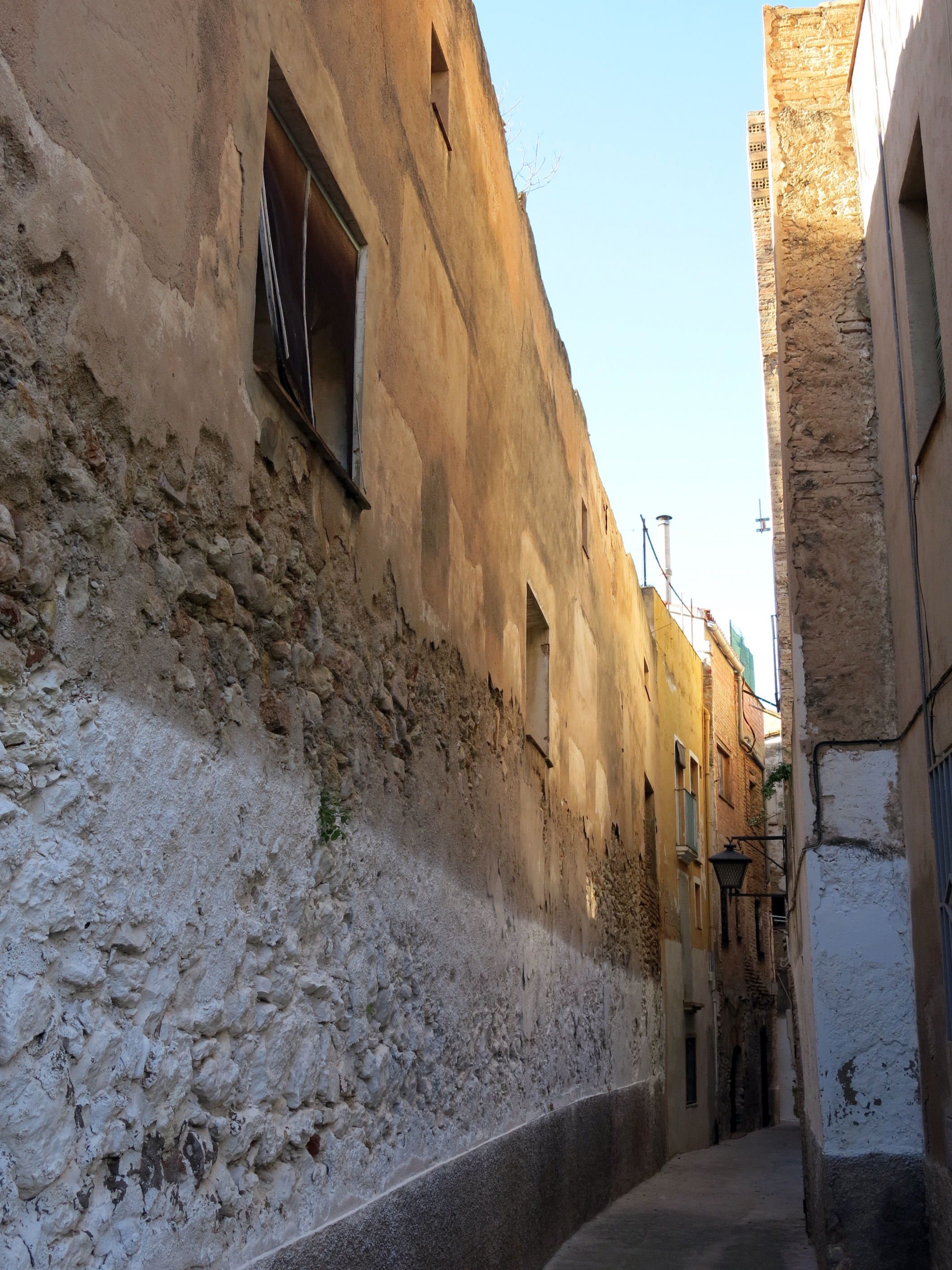
Un altre aspecte del carreró

La número 4 és de mur de maçoneria a la planta i de maó de cantell als dos pisos. Aquests es troben reforçats a la façana per llistons de fusta i l'arc de la porta és de mig punt fet de maons en ventall, i la resta d'obertures, allindades i petit voladís, sobre els dels cabirons.
L'habitatge número 2 és més reforçat, perquè el mur de façana dels pisos és de maó posat de pla, amb què s'aconsegueix més gruix. La planta és també de maçoneria. Les obertures són totes allindanades, que poden tenir un cert esplandit gràcies al gruix del mur.
El carreró del Cec té el traçat irregular, en forma de corba.

## Història
Es troben tots dos carrers dins de l'antic barri jueu de Tortosa. El traçat conserva l'estructura medieval, però les construccions són totes de la darreria del segle xix o començament del XX. Són interessants perquè mantenen el tipus d'habitatge més freqüent entre les classes populars de les zones rurals en el canvi de segle.